# Hans Nordsiek
Hans Nordsiek (* 20. Dezember 1934) ist ein Historiker und war Stadtarchivar der ostwestfälischen Stadt Minden in Nordrhein-Westfalen.

## Leben
Nordsiek studierte Geschichte, Germanistik, Philosophie und Pädagogik an den Universitäten in Hamburg, Marburg und abschließend in Münster. Dort promovierte er 1962 mit einer Arbeit über „Die grundherrschaftlichen Verhältnisse im Amt Reineberg“. Im gleichen Jahr begann sein Berufseinstieg als Archivar mit der Absolvierung des 8. Wissenschaftlichen Referendarkurses (1965–1967) an der Archivschule Marburg. Direkt anschließend wurde Nordsiek Anfang April 1967 als Nachfolger von Johann Karl von Schroeder Leiter des Stadtarchivs, dem späteren Kommunalarchiv Minden. Diese Stelle bekleidete er über 30 Jahre bis zu seiner Pensionierung im Jahr 1999. Er war zudem Geschäftsführer des Mindener Geschichtsvereins im Zeitraum von 1978 bis 1999 und gab 32 Jahre lang die „Mindener Mitteilungen“ heraus. Er ist seit 1976 Mitglied der Historischen Kommission für Westfalen.
Hans Nordsiek lebt in Minden. Er war mit der Studiendirektorin Marianne Senne (1938–2023) verheiratet.

## Schriften (Auswahl)
- Grundherrschaft und bäuerlicher Besitz im Amt Reineberg. (=Mindener Beiträge, 11). (Münster, Dissertation vom 7. Dezember 1962). Bruns, Minden 1966.
- Zwischen Dom und Rathaus. Beiträge zur Kunst- und Kulturgeschichte der Stadt Minden. Minden 1977.
- Glaube und Politik: Beiträge zur Geschichte der Reformation im Fürstbistum Minden. Minden 1985.
- Juden in Minden. Dokumente und Bilder jüdischen Lebens vom Mittelalter bis zum 20. Jahrhundert. Katalog des Kommunalarchivs Minden. Minden 1988.
- Reichsacht und Kaiserprivileg. Minden und die deutschen Herrscher 977–1648. (=Veröffentlichungen des Kommunalarchivs Minden, 3), Minden 1998.
- (Hrsg.): An Weser und Wiehen. Beiträge zur Geschichte und Kultur einer Landschaft. Festschrift für Wilhelm Brepohl. (=Mindener Beiträge, 20) . Minden 1983.
- Hrsg.: Kommunalarchiv Minden. Archiv der Stadt Minden und des Kreises Minden-Lübbecke. Geschichte, Bestände, Sammlungen. J.C.C. Bruns, Minden 1993, ISBN 3-930222-01-9.
- Die verdunkelte Stadt. Minden in der Endphase des 2. Weltkriegs. 2. Auflage. J. C. C. Bruns, Minden 2005, ISBN 3-930222-02-7.
- Vom Fürstbstum zum Fürstentum Minden – Verfassungsrechtliche, politische und konfessionelle Veränderungen von 1550 bis 1650. In: Westfälische Zeitschrift 140 (1990), S. 251–274.
- Die Kirchenvisitationsprotokolle des Fürstentums Minden von 1650. In: Veröffentlichungen der Historischen Kommission für Westfalen. Neue Folge. Historische Kommission für Westfalen, Landschaftsverband Westfalen-Lippe, Aschendorff Verlag, 2013, ISBN 978-3-402-15113-6 (Digitalisat (PDF)).
- Von Lüchow nach Salzwedel – auf den Spuren des Mindener Reformators Nicolaus Krage. In: Mitteilungen des Mindener Geschichtsvereins, 53 (1981), S. 51–106.